# 追い風参考記録
追い風参考記録（おいかぜさんこうきろく、英語: wind assistance）は、陸上競技の一部の種目において、秒速2.0メートルを超える追い風が生じている状況で出されたために公認されない記録である。

## 概説
短距離走（100m・200m）・短距離ハードル競走（110mハードル・100mハードル）や走幅跳・三段跳などの種目において、追い風が秒速2.0メートルを超えると各種大会の順位は記録されるが記録は公認されず「参考記録」となる。「追い参」（おいさん）または「参考記録」と呼ばれる場合もある。向かい風が非常に強く吹いていても記録は公認される。その他の種目では追い風参考記録がなく、すべて公認される。混成競技では追い風が秒速4.0mを超えると「追い風参考記録」になる。
「追い風」とは「風速の平均値」である。現在は風速計はデジタル方式が用いられているので算出は容易である。風向風速計は、直走路の第一レーンのフィニッシュラインの手前50m、トラックから2m以内、高さ1.220mに設置され100分の1秒単位の計測値は切り上げられる（例：秒速2.03m→秒速2.1m）。追い風と向かい風（＝トラックに平行して吹いている風）の秒速だけが測定され、左右方向（90度）に吹いている風は測定されない。国際陸上競技連盟の競技規則を遵守している競技会における記録だけが公認される。

## 代表例
100メートル競走
オバデレ・トンプソンが1996年4月13日にアメリカ・テキサス州のエル・パソの大会で9秒69のタイムを記録した（追い風5m/s）。このタイムは当時の世界記録を超えたタイムだった。タイソン・ゲイが2008年6月29日に行われた全米陸上競技選手権大会で9秒68のタイムを記録した（追い風4.1m/s）。
2015年3月28日、米フロリダ州オースティンで桐生祥秀が9秒87（追い風3.3m/s）を記録した。この記録は電気時計における日本人初の9秒台となった。1964年の東京五輪の男子の準決勝では、アメリカのボブ・ヘイズが人類史上初めて10秒の壁を破る「9秒9」を追い風参考記録でマークした。100メートル競走における風速の計測は、スタートの瞬間から10秒間行われる。2021年、カナダのアンドレ・ドグラスがユージーンで行われた大会で、追い風2.9mの中、9秒74をマークした。同レースでは、8人が9秒台だった。
200メートル競走
リロイ・バレルが1990年5月19日にアメリカ・テキサスの大会で19秒61のタイムを記録した（追い風4.0m/s） 。
マイケル・ジョンソンが1996年6月22日にアメリカ・アトランタの大会で19秒70のタイムを記録した（追い風2.7m/s）。200メートル競走における風速の計測は、先頭のランナーが直線コースに入った瞬間から10秒間行われる。
110メートルハードル
レナルド・ニアマイアが1979年6月にアメリカ・イリノイの大会で12秒91のタイムを記録した（追い風3.5m/s）。
ロジャー・キングダムが1989年9月にスペイン・バルセロナの大会で12秒87のタイムを記録した（追い風2.6m/s）。110メートルハードルにおける風速の計測は、スタートの瞬間から13秒間行われる。
100メートルハードル
グラジナ・ラプスティンが1979年6月24日にドイツ・ブレーメンの大会で12秒39のタイムを記録した（追い風2.8m/s）。
コーネリア・オシュケナートが1987年8月25日にベルリンの大会で12秒28のタイムを記録した（追い風2.7m/s） 。100メートルハードルにおける風速の計測は、スタートの瞬間から13秒間行われる（110メートルハードルと同じ）。
三段跳
ウィリー・バンクスが1988年7月16日にアメリカ・インディアナポリスの大会で18m20cm記録した（追い風5.2m/s）。これは初めて18mを超えた記録である。ジョナサン・エドワーズが1995年6月25日にフランス・ヴィルヌーヴ＝ダスクの大会で18m43cm記録した（追い風2.4m/s）。この記録は2012年3月現在の世界記録を超えている。ケイラ・コスタが2007年5月6日にブラジル・ウベルランジアの大会で15m10cm記録した（追い風2.7m/s）。これは女子で初めての15mを超えた記録である。
走幅跳
イバン・ペドロソが1995年7月29日にイタリア・セストリエールの大会で8m89cm記録した（追い風2.4m/s）。また同じ大会で風速+1.2mの中、8m96の跳躍を行ったが、イタリア陸連は、風力計の前に係員がいたため、正しい風速が計測できなかったということでこの記録をIAAFに送致しなかった。そのためこの記録は幻の世界記録となった。マイク・パウエルが1992年7月21日にイタリア・セストリエールの大会で8m99cmを記録した（追い風4.4m/s）。